# Wasser – Der Film
Wasser – Der Film (Originaltitel: Water) ist eine britische Filmkomödie aus dem Jahr 1985. Regie führte Dick Clement, produziert wurde sie von HandMade Films, gegründet vom Ex-Beatle George Harrison.

## Handlung
Die fiktive britische Kolonie Cascara, eine kleine karibische Insel, wird vom Empire stiefmütterlich behandelt und London erwägt sogar Pläne, die Insel zu räumen und in ein atomares Endlager umzuwandeln. Als ein US-amerikanisches Erdölunternehmen seine alten Förderanlagen jedoch wieder in Betrieb setzt, um lediglich einen Werbespot zu drehen, wird zufällig aromatisches und verdauungsförderndes Mineralwasser aus der verlassenen Ölquelle zu Tage gefördert.
Durch den Wasserfund werden viele Interessengruppen auf die Insel gelockt, die an den zu erwartenden Profiten interessiert sind. Die französische Regierung wirbt eine Söldnertruppe an, die die Quelle durch eine Sprengung zerstören soll, da das Cascara-Wasser eine unliebsame Konkurrenz zum echten Perrier-Wasser darstellt. Zudem gibt es eine zwei-Mann-starke Rebellengruppe auf der Insel, die die Unabhängigkeit Cascaras von Großbritannien anstrebt. Die US-amerikanische Regierung setzt die 82. US-Luftlandedivision auf Cascara ein, um ein neues Kuba zu verhindern.
Ein diplomatisches Chaos ist die Folge, das sich durch zwei kubanische Unterstützungssoldaten der Rebellengruppe, die gewalttätige Aktionen durchführen, immer weiter verschlimmert. Der britische Gouverneur der Insel kämpft jedoch listig gegen alle Feinde und erreicht damit die Unabhängigkeit Cascaras von Großbritannien. Am Ende stellt sich heraus, dass es sich bei der Wasserquelle tatsächlich um eine echte Ölquelle handelt und damit die finanzielle Zukunft von Cascara gesichert ist.

## Zeitgenössischer Hintergrund

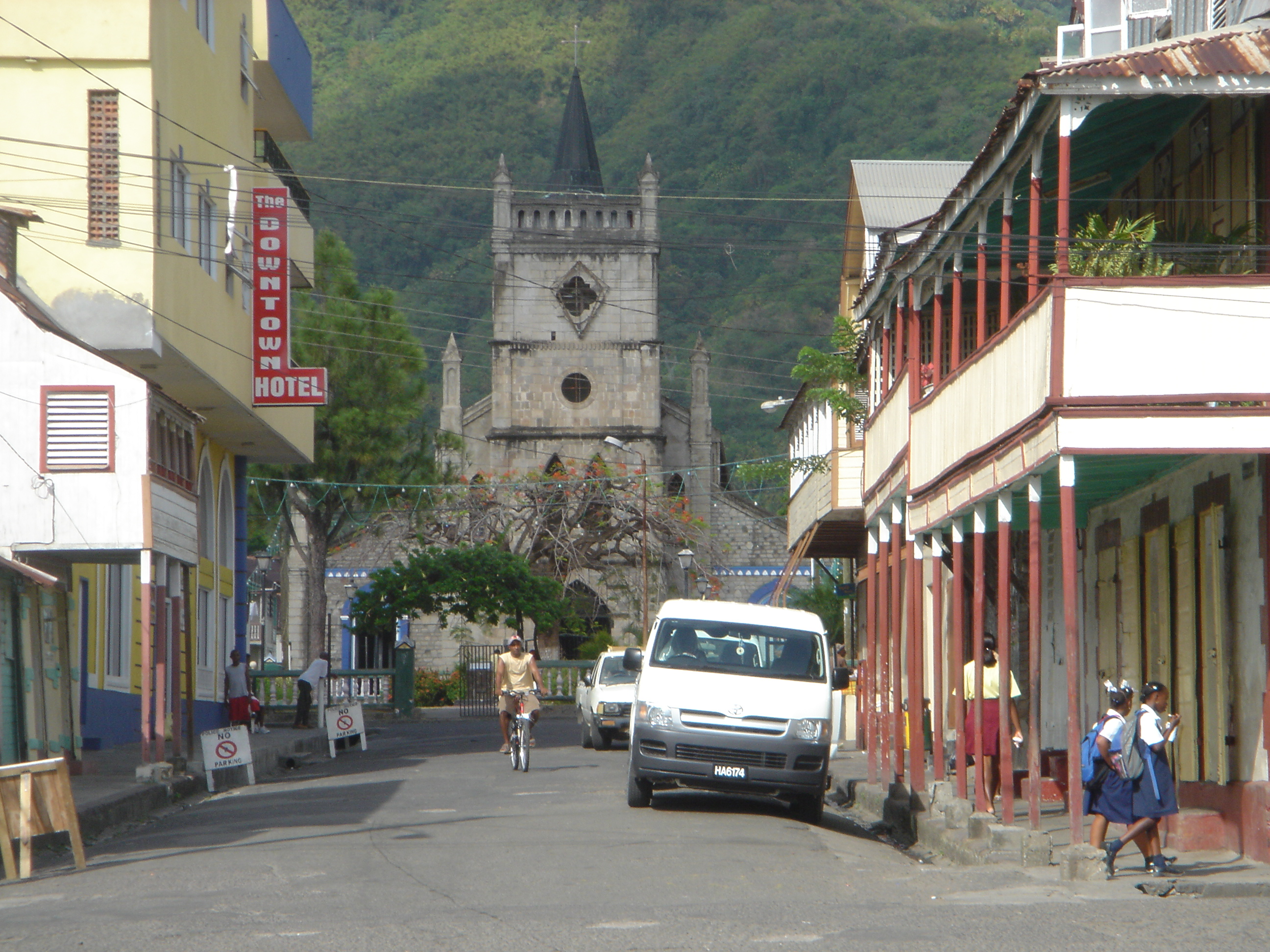
Soufrière auf St. Lucia

Die Drehbuchautoren Dick Clement und Ian La Frenais legten den Film als Farce auf das Verhalten britischer Kolonisten und „Eingeborener“ sowie auf die US-Invasion in Grenada 1983 und den Falklandkrieg von 1982 an.
Gedreht wurde hauptsächlich in der Stadt Soufrière auf St. Lucia. Weitere Drehorte waren die Gegend um Hartland in England sowie London.
Eine kleine Sprechrolle als deutscher Söldner spielte der britische TV-Journalist Paul Heiney, der sich im Rahmen der BBC-Sendereihe In at the Deep End einige Wochen lang auf seinen Erstauftritt als Schauspieler vorbereitete.
In einer seiner ersten Filmrollen ist Alfred Molina als französischer Söldner zu sehen.

## Musik
Einige Musikstücke für die Filmmusik wurden von George Harrison geschrieben, den Hauptteil komponierte Mike Moran, dazu steuerte auch Eddy Grant einige Titel bei. Des Weiteren spielt in der Szene vor der UN-Vollversammlung am Ende des Films eine Benefizband, die durchwegs aus bekannten Musikern besteht:
- Als Gitarristen sind neben Billy Connolly, der im Film den Charakter Delgado Fitzhugh alias „Singender Rebell“ verkörpert, auch das ehemalige Beatles-Mitglied George Harrison sowie Eric Clapton vertreten.
- Am Schlagzeug wirken der ehemalige Beatles-Schlagzeuger Ringo Starr und der britische Perkussionist Ray Cooper mit. Cooper arbeitete unter anderem als Studio- und Livemusiker für Bands wie Pink Floyd und die Rolling Stones sowie Musiker wie z. B. Phil Collins, Sting, George Harrison, Eric Clapton und Elton John.
- Der britische Bassist Chris Stainton war unter anderem lange Jahre Mitglied der Band von Joe Cocker, arbeitet seit 1979 mit Eric Clapton zusammen und spielte unter anderem mit Künstlern wie z. B. Marianne Faithfull, Bryan Ferry oder auch David Gilmour,
- An den Keyboards ist neben dem Deep-Purple-Gründungsmitglied Jon Lord auch Mike Moran vertreten, Moran war unter anderem Komponist und Arrangeur des Albums Barcelona von Freddie Mercury und Montserrat Caballé.
- Als Background-Sängerinnen wirkten Jenny Bogle und Anastasia Rodriguez mit.

## Kritiken
- "(…) ein übersprudelnder Film, der die Weltpolitik lustvoll naß macht." (Wertung: überdurchschnittlich) – Adolf Heinzlmeier und Berndt Schulz in Lexikon „Filme im Fernsehen“ (Erweiterte Neuausgabe). Rasch und Röhring, Hamburg 1990, ISBN 3-89136-392-3, S. 903
- Eine temperamentvolle, entschlossen populäre Komödie, die sich durch ausgelassene Fantasie, Selbstironie und den Mut zu utopischen Positionen auszeichnet. – Lexikon des internationalen Films[4]